# 여진의 지도자 목록
다음은 여진의 지도자 목록이다.

## 요나라 때의 여진 군장 (926년 ~ 1115년)

### 생여진
- 복간수 완안부
  - 완안함보(完顔函普, 941년 ~ 960년)
  - 완안오로(完顔烏魯, 960년 ~ 962년)
  - 완안발해(完顔跋海, 962년 ~ 983년)
  - 완안수가(完顔綏可, 983년 ~ 1005년)
  - 완안석로(完顔石魯, 1005년 ~ 1021년)
  - 완안오고내(完顔烏古迺, 1021년 ~ 1074년)
  - 완안핵리발(完顔劾里鉢, 1074년 ~ 1092년)
  - 완안파자숙(完顔頗刺淑, 1092년 ~ 1094년)
  - 완안영가(完顔盈歌, 1094년 ~ 1103년)
  - 완안오아속(完顔烏雅束, 1103년 ~ 1113년)

## 금나라 황제 (1115년 ~ 1234년)
- 태조 완안민(完顔民, 1115년 ~ 1123년)
- 태종 완안성(完顔晟, 1123년 ~ 1135년)
- 희종 완안단(完顔亶, 1035년 ~ 1049년)
- 폐제 완안량(完顔亮, 1149년 ~ 1161년)
- 세종 완안옹(完顔雍, 1161년 ~ 1189년)
- 장종 완안경(完顔璟, 1189년 ~ 1208년)
- 폐제 완안영제(完顔允濟, 1208년 ~ 1213년)
- 선종 완안순(完顔珣, 1213년 ~ 1223년)
- 애종 완안수서(完顔守緒, 1223년 ~ 1234년)
- 소종 완안승린(完顔承麟, 1234년)

## 명나라 때의 여진 군장 (1368년 ~ 1644년)

### 건주여진
혼하 유역에 살았다. ‘아이만(ᠠᡳ᠌ᠮᠠᠨ aiman)’은 한자 부(部)와 같은 접미사이다.

#### 오돌리 아이만
- 먼터무(ᠮᡝᠨᡨᡝᠮᡠ Mentemu; 한국 한자: 孟特穆 맹특목,  1405년 ~ 1433년)
- 충샨(ᠴᡠᠩᡧᠠᠨ Cungšan; 한국 한자: 充善 충선, 1433년 ~ 1467년)
- 판차(ᡶᠠᠨᠴᠠ Fanca; 한국 한자: 凡察 범찰, 1458년)
- 톨로(ᡨ᠋ᠣᠯᠣ tolo; 한국 한자: 脫羅 탈라, 1467년 ~ 1481년)
- 시버오치피양구(ᠰᡳᠪᡝᡠ᠋ᠴᡳ
ᡶᡳᠶᠠᠩᡤᡡ sibeoci fiyanggū; 한국 한자: 錫寶齊篇古 석보제편고,  1481년 ~ 1522년)
- 푸만(ᡶᡠᠮᠠᠨ Fuman; 한국 한자: 福滿 복만, 1522년 - 1542년)
- 기오창가(ᡤᡳᡠ᠋ᠴᠠᠩᡤᠠ giocangga; 한국 한자: 覺昌安 교창안, 1542년 ~ 1571년)
- 탁시(ᡨ᠋ᠠᡴ᠋ᠰᡳ Taksi; 한국 한자: 塔克世 탑극세, 1571년 ~ 1583년)
- 누르하치(ᠨᡠᡵᡥᠠᠴᡳ Nurgaci, 한국 한자: 努爾哈赤 노이합적, 1583년 ~ 1616년): 이후 후금으로 넘어감

#### 훨이가이 아이만
- 아하추(ᠠᡥᠠᠴᡠ Ahacu; 한국 한자: 阿哈出 아합출, 1409년 ~ 1410년)
- 시기야누(ᡧᡳᡤᡳᠶᠠᠨᡠ Šigiyanu; 한국 한자: 釋加奴 석가노, 1409년 ~ 1410년)
- 리만추(한국 한자: 李滿住 이만주, ~ 1467년)

#### 숙수후 아이만
- 왕가오(ᠸᠠᠩ
ᡤᠠᠣ Wang Gao; 한국 한자: 王杲 왕고, ~ 1575년)
- 아타이(ᠠᡨ᠋ᠠᡳ Atai; 한국 한자: 阿台 아태, 1575년 ~ 1583년)
- 니칸와일란(ᠨᡳᡴᠠᠨ
ᠸᠠᡳ᠌ᠯᠠᠨ Nikan wailan; 한국 한자: 尼堪外蘭 니감외란, ~ 1586년)

#### 왕야 아이만
- 순자친 구왕운(ᠸᠠᠩ ᡤᠠᠣ Sunjacin Guwanggun; 한국 한자: 孫扎七光滾 손칠칠 광곤)

### 해서여진
훌룬 구룬(ᡥᡡᠯᡠᠨ
ᡤᡠᡵᡠᠨᡳ Hūlun gurun)이라 자칭했다. 쑹화강(송화강) 유역에 살았다.

#### 여허
장춘 남쪽 예허 강 유역에 살았다.
- 싱건다르한(ᠰᡳᠩᡤᡝᠨ
ᡩᠠᡵᡥᠠᠨ Singgen Darhan; 한국 한자: 성근달이한 星根達爾漢)
- 시르커 밍가투(ᠰᡳᡵᡴᡝ
ᠮᡳᠩᡤᡨᠣ Sirke Minggatu; 한국 한자: 席爾克明噶圖 석아극명갈도)
- 치르가니(ᠴᡳᡵᡤᠠᠨᡳ Cirgani; 한국 한자: 齊爾噶尼 제이갈니)
- 추쿵거(ᠴᡠᡴᡠᠩᡤᡝ Cukungge; 한국 한자: 祝孔格 축공격)
- 타이추(ᡨ᠋᠊ᠠᡳᠴᡠ Taicu; 한국 한자: 太杵 태저)
- 양기누(ᠶᠠᠩᡤᡳᠨᡠ Yangginu; 한국 한자: 楊吉砮 양길노, ? ~ 1584년)
- 칭기야누(ᠴᡳᠩᡤᡳᠶᠠᠨᡠ Cinggiyanu; 한국 한자: 淸佳砮 청가노, ? ~ 1584년)
- 나림불루(ᠨᠠᡵᡳᠮᠪᡠᠯᡠ Narimbulu; 한국 한자: 納林布錄 납림포록, 1584년 ~ 1613년)
- 긴타이시(ᡤᡳᠨ᠋ᡨ᠋ᠠᡳᠰᡳ Gintaisi; 한국 한자: 金台吉 금태길, 1613년 ~ 1619년)

#### 하다
해서여진 중 가장 남쪽에 살았다.
- 왕주 와일란(ᠸᠠᠩᠵᡠ
ᠸᠠᡳ᠌ᠯᠠᠨ Wangju Wailan; 한국 한자: 旺濟外蘭 왕제외란, ? ~ 1552)
- 왕타이(ᠸᠠᠩ
ᡨ᠋ᠠᡳ᠍ Wang Tai; 한국 한자: 王台 왕태, 1548년 ~ 1582년)
- 후르간(ᡥᡡᡵᡤᠠᠨ Hūrgan; 한국 한자: 扈爾干 호이간, 1582년)
- 멍거불루(ᠮᡝᠩᡤᡝᠪᡠᠯᡠ Menggebulu; 한국 한자: 孟格布錄 맹격포록, 1582년 ~ 1599년)
- 우르구다이(ᡠᡵᡤᡠᡩ᠋ᠠᡳ Urgudai; 한국 한자: 武爾古岱 무이고대, 1599년 ~ 1601년)

#### 울라
하얼빈 북쪽 훌란 강 유역에 살았다.
- 부얀(ᠪᡠᠶᠠᠨ Buyan; 한국 한자: 布顔 포안)
- 부간(ᠪᡠᡤᠠᠨ Bugan; 한국 한자: 布干 포간)
- 만타이(ᠮᠠᠨ᠋ᡨ᠋ᠠᡳ Mantai; 한국 한자: 滿泰 만태, ? ~ 1596년): 효열무황후의 아버지
- 부잔타이(ᠪᡠᠵᠠᠨ᠋ᡨ᠋ᠠᡳ Bujantai; 한국 한자: 布占泰 포점태, 1596년 ~ 1618년): 만타이의 동생

#### 호이파
- 왕기야누(ᠸᠠᠩᡤᡳᠶᠠᠨᡠ Wanggiyanu; 한국 한자: 汪加奴 왕가노)
- 바인다리(ᠸᠠᠩᡳᠨ᠋ᡠ Baindari; 한국 한자: 擺銀答里 파은답리, ? ~ 1607년)

### 야인여진

#### 시전
- 니탕개
- 우을기내

#### 노토
- 노토

## 같이 보기
- 만주족의 성씨

## 참고 자료
- THE CAMBRIDGE HISTORY OF CHINA The Qing Empire To 1800
- Jurchen tribes